# Староседеоци Аргентине
Аргентина има 35 аутохтоних етничких група или Аргентинско-америчких староседелаца, према комплементарној анкети староседелачког становништва из 2004. године, првог покушаја владе да након више од 100 година призна и класификује становништво према етничкој припадности. Током анкетирања, базираном на самоидентификацији, око 600.000 Аргентинаца је себе декларисало као Америчке староседеоце или прву генерацију потомака Америчких староседелаца, што чини, 1.49% становништва. Најбројнији су били Мапуче, Кола, Тоба, Гуарани, Вичи, Диагита, Мокови и Варпе. Многи Аргентинци тврде да имају барем једног домородачког претка; у недавном генетском истраживању који је провео Универзитет у Буенос Ајресу, више од 56% од 320 Аргентинаца од којих су узети узорци има најмање једног домородачког претка у једној родитељској лози и око 11% у обе родитељске лозе.
Провинција Хухуј, на северозападу Аргентине, је дом већем проценту домаћинства (15%) са најмање једним домородачким претком или је директан потомак неког од староседелаца; Чубут и Неукен провинције имају око 12%.
Домородачко становништво Аргентине има комплексну историју, од када су били већина па су бројчано надјачани у односу на црнце у колонијалном добу Аргентине и првим деценија после независности Аргентине, до учешћа у великој имиграцији у Аргентину (1850—1855), до тога да су скоро преплављени у односу на укупно становништво Аргентине (на крају крајева, у Аргентину је дошло 6,6 милиона становника, и већи број је само код САД где је 27 милиона).

### Праисторија
Најранији докази о староседеоцима засад откривеним на подручју данашње Аргентине је археолошко налазиште Пиедра Муесо у провинцији Санта Круз, које води до 11000. п. н. е. Пећина руку (шп. Cueva de las Manos), у истој провинцији, је стара преко 10.000 година. Обоје је најстарији доказ домородачке културе Америка, и да ће, са бројем сличних древних налазишта негде друго у хемисфери, довести у питање хипотезу "Кловис културе" у вези насељавања Америка (претпоставка, базирана на недостатку доказа у супротно, је та да је Кловис култура била прва у Западној хемисфери).

### Историја
До 1500. године, многе различити староседелачке заједнице живеле су где се сада сматра модерном Аргентином. Нису били уједињена група већ много независних, са различитим језицима, друштвима и међусобним односима. Као резултат тога, нису дочекали долазак Шпанске колонизације као један и имали су различите реакције око доласка Европљана. Шпанци су на староседеоце гледали са висине, до те тачке да су се чак питали да ли они имају душу, што је пратило опште размишљање Европе. Из овог разлога, врло мало су записивали историјских података о њима.
У 19. веку велики покрети становништва су променили демографију изворне Патагоније. Између 1820. и 1850. године је изворно Теуелче племе поражено и протерано са своје територије од стране Мапуче армије. До 1870. године већинз северне Патагоније и југоисток Пампе су преузели Мапучи. Током генерације 1880. године, европска имиграција је жестоко охрабрена као начин преузимања празне територије, подешавајући национално становништво и, кроз њихове колонијалне напоре, постепено уводила нацију на светско тржиште. Ове промене се можда најбоље могу резимирати антрополошком метафором која каже да су "Аргентинци сишли са бродова". Снага имиграције и допринос Аргентинској етнографији је очигледна посматрањем чињенице да је Аргентина постала друга држава на свету која је примила највише имиграната, са цифром од 6,6 милиона, док су САД прве са 27 милиона.
Експанзија Европских имиграционих заједница и железничког транспорта западно у Пампу и јужно у Патагонију се суочила са Малон нападима расељених племена. Ово доводи до Освајања пустиње 1870-их, што је резултовало са преко 1300 мртвих домородаца. Последично се утицало на домородачке културе током процеса маргинализације, које је промовисала влада током друге половине 19. века и почетка 20. века.
Обимна истраживања, претрагу и писање Хуан Баутисте Амбросетија и других етнографа током 20. века је охрабрило шире интересе домородачких народа у Аргентину, и њихови допринису националној култури су даље наглашавни током администрације Хуана Перона 1940-их и 1950-их као део рустичне креолске културе и вредности које је узвишавао Перон током тог доба. Дискриминаторна политика према овим људима и другим мањинама се званично завршила 3. августа 1988. године, актом о Антидискриминационом закону (закон 23.592) од стране председника Раула Алфонсина, и супростављао се више са успостављањем владиног бироа, Националног института против дискриминације, ксенофобије и расизма (ИНАД) 1955. године. Провинција Коријентес је, 2004. године, постала у земљи која је наградила домородачки језик (Гуарани) као једним од званичних језика, и свих 35 домородачких народа је признато и од Пописа домородачких народа 2004. и од додавања самоидентификацијских категорија пописом из 2010. године; домородачке заједнице и Афро-Аргентинци тако постају једине групе којима је призната етничка категорија из пописа 2010. године.

### Демографија
У додатку са домородачким становништвом Аргентине, већина Аргентинаца има неког домородачког претка. Многе генетске студије показују да генетски отисак Аргентине није великом већином европски. У једном од најсвеобухватнијих генетских студија које су укључивале Аргентину, 441 Аргентинац из североисточних, северозападних, јужних и централних провинција (нарочито урбаног скупа Буенос Ајреса) земље, примећено је да је Аргентинско становништво сачињено у просеку од 65% Европљана, 31% староседелаца и на крају 4% има Афричко порекло. Такође су установљене велике разлике у пореклу између Аргентинаца и оних који су путовали кроз земљу.
На пример, становништво северозападних провинција Аргентине (укључујући провинцију Салта) чине 66% староседеоци, 33% Европљани и 1% особе са АФричким пореклом. Европска имиграција на северозпаадне делове је ограничена и изворно домородачко становништво је веома цветало након њиховог првобитног пада доласком Европских болести и колонизације.
Слично, студије су показале да је становништво североисточних провинција државе (на пример, Мисионес, Чако, Коријентес и Формоса) било у просеку 43% староседеоци, 54% Европљани и 3% особе Афричког порекла. Становништво јужних провинција Аргентине, као што су Рио Негро и Неукен, има у просеку 40% староседелаца, 54% Европљана и 6% особа Афричког порекла. На крају, само у подручјима масивне историјске Европске имиграције у Аргентини, махом централних провинција, Буенос Ајрес и околних урбаних подручја, су великом већином Европског порекла, са просеком од 17% староседелаца, 76% Европљана и 7% особа АФричког порекла.
У другом истраживању, које је названо Регионални шаблон генетске мешавине у Јужној Америци, истраживачи су узимали у обзир резултате из генетске студије неколико стотина Аргентинаца из целе земље. Студије указују да су Аргентинци као целина сачињени од 38% староседелаца, 58.9% Европљана и 3,1% особа са АФричким пореклом. Поново, била је велика разлика у генетском пореклу у различитим регионима земље. На пример, Аргентинц из Патагоније су били 45& староседеоци, 55% Европљани. Становништво северозападног дела земље су чинили 69% староседеоци, 23% Европљани и 8% Африканци. Становништво дела Гран Чако су чинили 38% староседеоци, 53% Европљани и 9% Африканци. Становништво Месопотамије су чинили 31% староседеоци, 63% Европљани и само 6,4% Африканци. На крају, становништво региона Пампе су чинили 22% староседеоци, 68% Европљани и 10% Африканци.
На крају у једном истраживању северозападних делова провинције Аргентине, укупно 1293 особе из Хухуја, Салте, Тукумана, Сантјаго дел Естера и Ла Риоха је кориштено. Студије су показале да је шпански допринос доминирао на северозападну са 50%, затим следе староседеоци са 40% и Африканци са 10%. Према истраживањима, Аргентинци из Хухуја су били 53% староседеоци, 47% Европљани и 0,1% Африканци. Аргентинци из Салте су били 41% староседеоци, 56% Европљани и 3,1% АФриканци. Они из Катамарке су били 37% староседеоци, 53% Европљани и 10% АФриканци. Особе из Ла Риохе су били у просеку 31% староседеоци, 50% Европљани и 19% Африканци. Становници Сантјага дел Естера су били у просеку 30% староседеоци, 46% Европљани и 24% Африканци. Становници Тукумана су били у просеку 24% староседеоци, 67% Европљани и 9% Африканци.

### Домородачке заједнице данас
Аргентина има 40 милиона становника. Додатна анкета домородачког становништва, објављеног у Националном институту за статистику и попис, показује број од 600.329 људи који себе виде као староседеоце или припаднике староседелаца.
Због више разлога различите организације староседелаца не верују да је ово кредибилна анкета; Прво, методоголија која је кориштена анкети није адекватна, пошто велики број домородаца живи у урбаним подручјима где анкета није у потпуности проведена. Друго, многи домороци у земљи крију свој идентитет због страха од дискриминације. Штавише, када је анкета осмишљена 2001. године, базирана је на постојању 18 познатих група у земљи, а данас их има преко 31. Ово повећање одражава растућу опрезност међу староседеоцима у смислу етничке припадности.
Како већина Аргентинаца верује да је већина староседелаца изумрла или је на ивици истог, или да су се њихови потомци асимилирали у западњачку цивилизацију пре доста година, погрешно се држе идеје да више нема староседелаца у земљи. Употреба пежоратива за староседеоце као за лење, одсутне, прљаве, необразоване и дивљаке су део свакодневног говора у Аргентини. Због ових нетачних стереотипа многи староседеоци су били приморани да крију свој идентитет да би избегли дискриминацију.
Чак и од 2011. године многим домороцима је одбијено право на земљу и људска права. Многи из Тоба заједнице се и даље боре да заштите земљу за коју тврде да је њихова древна територија. Вођа заједнице староседелаца Феликс Дијаз тврди се његовим људима ускраћује медицинска помоћ, да немају много пијаће воде и да трговци подижу цене хране. Такође тврди да судије неће да ни саслушају жалбе домородаца.